# Curierul Românesc
Curierul Românesc a fost prima gazetă în limba română cu apariție constantă și îndelungată, publicată în Țara Românească între anii 1829 - 1859 sub conducerea lui Ion Heliade Rădulescu. Acesta dorea ca foaia să fie „administrativă, comercială și politică”. În realitate, ea a fost preponderent administrativă fiind precursoarea Monitorului Oficial.

## Precursori
Curierul Românesc și Albina Românească au fost anticipate de alte ziare românești, cel dintâi chiar pe teritoriul Moldovei, Courier de Moldavie, editat în 1790.
Ziare românești au apărut înainte de 1829 și la Cernăuți, în 1820 - Crestomaticul românesc, la Buda în 1821 - Biblioteca românească, la Leipzig, în 1827 - Fama Lipschi pentru Dacia.
Unii cercetători susțin că actul de naștere a presei românești ar trebui identificat cu apariția, la Brașov, în 1731, a Calendarului tipărit de dascălul Petcu Șoanul, motivând că și acest fel de publicație "poate avea o anumită periodicitate".

## Apariția
Revista a apărut cu sprijinul lui Dinicu Golescu în baza raportului din 29 octombrie 1828 întocmit de contele Fiodor Petrovici Pahlen și aprobat de Pavel Kiseleff pe 3 decembrie același an. Inițial, gazeta trebuia să poarte numele de Curierul Bucureștilor. Primul număr a apărut pe 8/20 aprilie 1829 și, cu unele întreruperi, ziarul și-a continuat apariția până la data de 12 decembrie 1859, fiind difuzat în special prin librarul Iosif Romanov . Gazeta Curierul Românesc a pus bazele presei românești fiind prima gazetă românească cu periodicitate constantă și cu apariție îndelungată.
În cuprinsul ziarului se publicau texte administrative, știri politice și militare, articole și note de îndrumare, cuprinzând noțiuni elementare de istorie, geografie, comerț, economie, industrie etc. Primul număr cuprindea un articol editorial privind istoricul ziarelor în lume; înștiințări „din lăuntru”; înștiințări „din afară”; informații despre „mezaturi”, plecări și sosiri de demnitari la Bucuresci; știri „despre lucrarea pământului, care merge înainte cu mare spor”.
În anul 1837, ziarul a început să publice un supliment numit Curierul de ambe sexe, magazin cultural cu o componentă feminină.

## În prezent
În 2014, Curierul Românesc este relansat după o pauza de mai mult de 150 de ani, publicația online cu caracter non-profit propunându-și să ajute tinerii jurnaliști independenți să devină mai vizibili pe piața media românească.
În toamna anului 2014, Curierul Românesc este înregistrată ca marcă și reapare ca publicație online non-profit, care își propune să încurajeze jurnalismul independent din România.
Din 2020 publicația Curierul Românesc devine publicația oficială a partidului Alianța pentru Unirea Românilor (AUR).